# Bolostromus gaujoni
Bolostromus gaujoni là một loài nhện trong họ Cyrtaucheniidae. Loài này phân bố ờ Ecuador.